# Gergithus venosus
Gergithus venosus är en insektsart som först beskrevs av William Lucas Distant 1906.  Gergithus venosus ingår i släktet Gergithus och familjen sköldstritar. Inga underarter finns listade i Catalogue of Life.